# Mikael Stanne

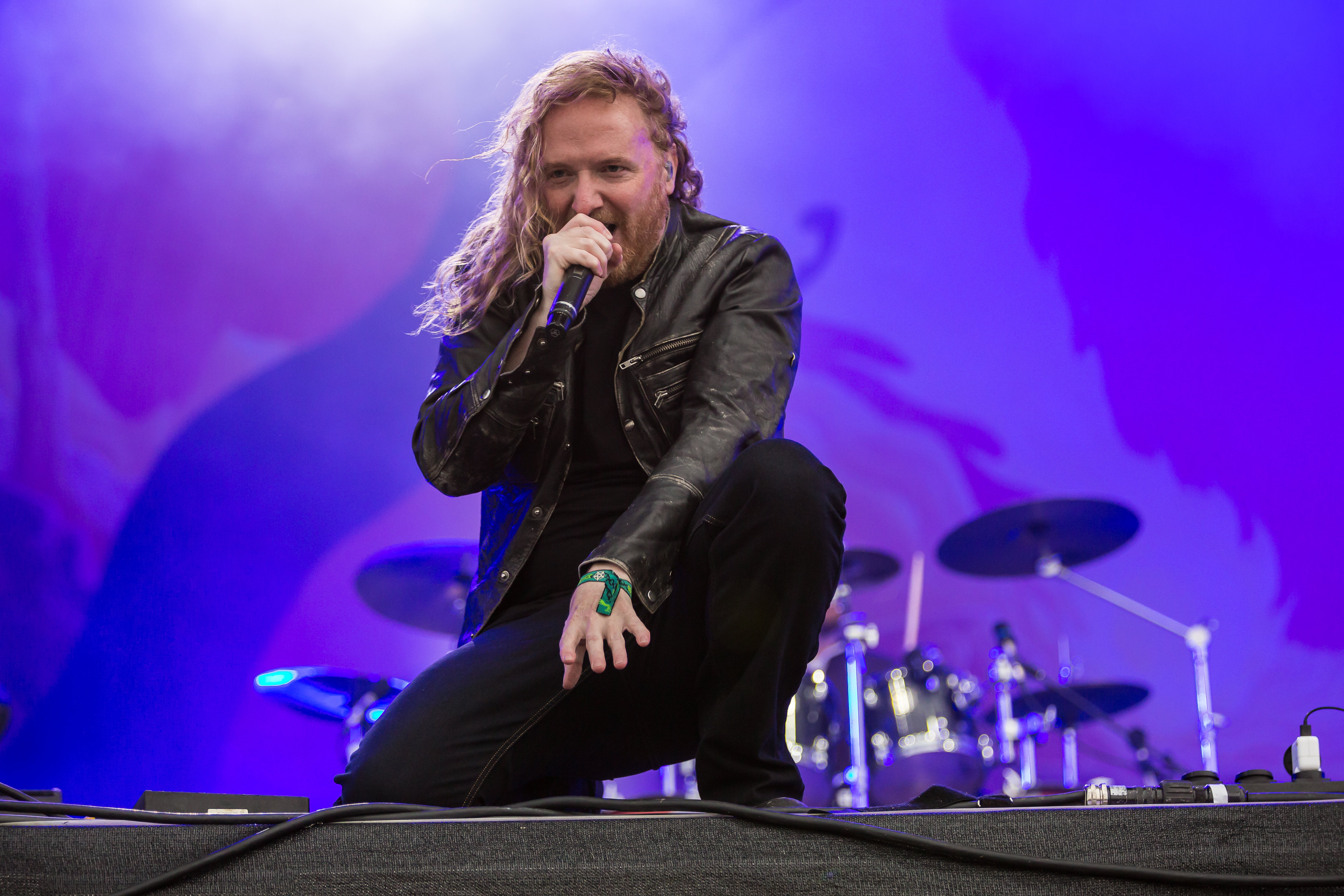
Mikael Stanne (2022)

Bengt Mikael Stanne (* 20. Mai 1974 in Göteborg) ist ein schwedischer Sänger. Er ist Sänger der Metal-Bands Dark Tranquillity, Grand Cadaver, The Halo Effect und Cemetery Skyline.

## Karriere

### Dark Tranquillity
Stanne gehörte 1989 zu den Gründungsmitgliedern der Band Septic Broiler, die sich später in Dark Tranquillity umbenannten. Anfangs war er Rhythmusgitarrist und Hintergrundsänger. Nachdem der ursprüngliche Sänger Anders Fridén die Band verlassen und zu In Flames wechselte, wechselte Mikael Stanne auf den Sängerposten. Stanne ist das einzig verbliebene Gründungsmitglied von Dark Tranquillity und ist auf allen 13 Studioalben zu hören. Im Jahre 2021 wurden Dark Tranquillity für ihr Album Moment mit dem schwedischen Musikpreis Grammis in der Kategorie Hardrock/Metal ausgezeichnet. Zuvor wurde die Band schon dreimal nominiert, ging jedoch jedes Mal leer aus.

### Grand Cadaver
Im Jahre 2020 gründete Mikael Stanne mit befreundeten Musikern, unter anderem dem ehemaligen Katatonia-Schlagzeuger Daniel Liljekvist die Death-Metal-Band Grand Cadaver, die im Mai 2021 die EP Madness Comes veröffentlichte. Im Oktober 2021 folgte das Debütalbum Into the Maws of Death. Das zweite Studioalbum Deities of Deathlike Sleep folgte zwei Jahre später.

### The Halo Effect
2021 gründete Mikael Stanne mit den ehemaligen In-Flames-Mitgliedern Jesper Strömblad, Peter Iwers, Daniel Svensson und dem gegenwärtigen Mitglied Niclas Engelin die Melodic-Death-Metal-Band The Halo Effect. Ihr am 12. August 2022 erschienenes Debütalbum Days of the Lost stieg auf Platz eins der schwedischen Albumcharts ein und wurde für den schwedischen Musikpreis Grammis nominiert.

### Cemetery Skyline
Im Jahre 2020 gründete Mikael Stanne zusammen mit dem Gitarristen Markus Vanhala (Insomnium, Omnium Gatherum), dem Bassisten Victor Brandt (Dimmu Borgir, ex-Entombed), dem Keyboarder Santeri Kallio (Amorphis) und dem Schlagzeuger Vesa Ranta (ex-Sentenced) die Gothic-Rock-Band Cemetery Skyline. Das Debütalbum Nordic Gothic erschien 2024.

### In Flames & Hammerfall
1994 half Stanne der Band In Flames als Sänger und ist auf deren Debütalbum Lunar Strain zu hören. Entgegen der weitläufigen Meinung war er nie festes Bandmitglied. Auf der nächsten Veröffentlichung von In Flames, der EP Subterranean, ist bereits Henke Foss zu hören, bevor Anders Fridén Sänger wurde. Zwischen 1993 und 1996 war Stanne Sänger der Power-Metal-Band Hammerfall. Nachdem er einen Termin von Hammerfall bei einem Rockwettbewerb nicht hatte wahrnehmen können, verließ er die Band und wurde von Joacim Cans abgelöst. Stannes einzige Veröffentlichung mit Hammerfall ist die im Jahre 2012 veröffentlichte DVD Gates of Dalhalla, auf der er das Lied Steel Meets Steel singt.

### Als Gastsänger
Im Jahre 2005 trat Stanne auf dem Nightrage-Album Descent into Chaos zusammen mit dem At-the-Gates-Sänger Tomas Lindberg als Gastsänger auf. Im September 2010 war er in dem Lied Weather the Storm von der finnischen Band Insomnium zu hören, mit denen er zusammen mit Dark Tranquillity zu dieser Zeit auf Europa-Tour war. Für das 2022 erschienene Videospiel Metal: Hellsinger lieh er neben Matt Heafy, Alissa White-Gluz und Björn Strid seinen Gesang.

## Diskografie
| mit Dark Tranquillity mit The Halo Effect | mit Cemetery Skyline - 2024: Nordic Gothic mit Grand Cadaver - 2021: Into the Maws of Death - 2023: Deities of Deathlike Sleep | mit In Flames - 1994: Lunar Strain |